# حلقه‌زایی برگمن
حلقه‌زایی برگمن یا واکنش برگمن یک واکنش آلی است که طی آن یک ان‌دی‌این در اثر حرارت در حضور یک ترکیب مناسب دهنده اتم هیدروژن، اقدام به نوآرایی می‌کند. این دسته از واکنش‌ها در ردهٔ واکنش‌های حلقه‌زایی آروماتیکی طبقه بندی می‌شوند. نام این واکنش از نام شیمیدان آمریکایی رابرت برگمن
 (متولد ۱۹۴۲) گرفته شده است. به‌صورت مرسوم، محصول واکنش یکی از مشتقات بنزن است.